# Beit Hanun
Beit Hanun (arabisch بيت حانون, DMG Bait Ḥānūn, auch als Beit Hanoun transkribiert, deutsch ‚Haus des Hanun‘) ist eine palästinensische Stadt im Gouvernement Nordgaza. Sie liegt im nordöstlichen Grenzgebiet des Gazastreifens zu Israel, etwa 6 km östlich von Gaza-Stadt, 3 km östlich von Bait Lahiya und 5 km westlich der israelischen Stadt Sderot. Der Grenzübergang Erez am nördlichen Ende des Gazastreifens liegt 2 km nördlich der Stadt. Beit Hanun hatte 2017 laut dem Palästinensischen Zentralamt für Statistik 52.237 Einwohner.
Beit Hanun wurde während des Kriegs in Israel und Gaza seit 2023 vollständig entvölkert und praktisch alle seine Gebäude wurden aufgrund der extremen Schäden entweder zerstört oder unbewohnbar.

## Demografie
Im Jahr 1922 hatte Beit Hanun eine Bevölkerung von 885. Im Jahr 1931 ging die Einwohnerzahl leicht auf 849 zurück. Die Einwohnerzahl stieg dann im Jahr 1938 auf 946. Bis zu diesem Zeitpunkt war die Bevölkerung ausschließlich muslimisch. Die Bevölkerung stieg bis 1945 erneut auf 1.730 (1.680 Muslime und 50 Juden). Im Jahr 1961 stieg die Einwohnerzahl auf 3.876.
Bei der ersten offiziellen Volkszählung des Palästinensischen Zentralamts für Statistik (PCBS) hatte Beit Hanun eine Bevölkerung von 20.780. Über 90 % der Bewohner waren palästinensische Flüchtlinge. Es gab 10.479 Männer und 10.301 Frauen. Personen im Alter von 14 Jahren oder jünger bildeten mit 65,6 % die Mehrheit, Personen im Alter zwischen 20 und 44 Jahren machten 26,8 % aus, 45 bis 64 Jahre alt waren 5,7 % und Einwohner über 65 Jahre waren mit 1,9 % vertreten.
Beit Hanun hatte 2017 laut dem Palästinensischen Zentralamt für Statistik 52.237 Einwohner. Seit Mitte Dezember 2023 ist Beit Hanun infolge des Israel-Gaza-Krieges 2023 vollständig entvölkert.

## Geschichte
Das Gebiet des heutigen Gazastreifens war ab dem 12. Jh. v. Chr. von den Philistern besiedelt. Gemäß einer örtlichen Legende war der Ort die Hauptstadt des Philisterkönigs Hanun, der im 8. Jh. v. Chr. Krieg gegen die Assyrer führte. Nach ihm ist die Stadt benannt (Beit Hanun heißt „Haus des Hanun“).

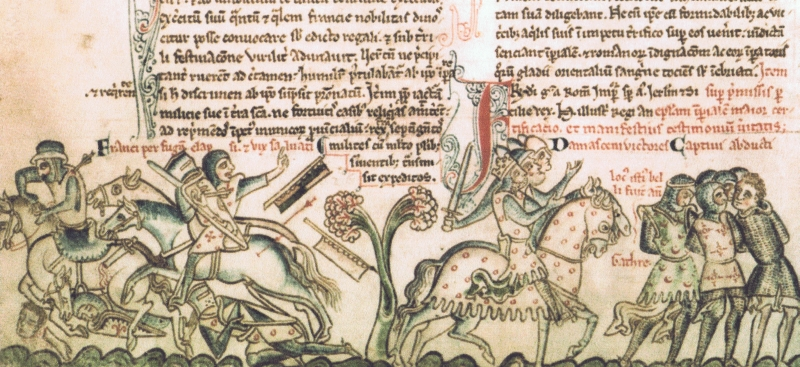
Die Schlacht von Beit Hanun im Jahr 1239, von Matthew Paris

Im 12. Jh. war ein Hügel östlich des Ortes Schauplatz einer Schlacht zwischen dem ayyubidischen Ägypten und dem christlichen Königreich Jerusalem. Die siegreichen Ägypter nannten den Hügel seitdem Umm al-Nasser („Mutter des Sieges“) und errichteten dort 1239 eine Moschee, die zu den bekanntesten im Gazastreifen gehört. Sie wurde 2006 bei Kämpfen schwer beschädigt.

### Osmanische Ära
Beit Hanun wurde 1517 mit dem gesamten historischen Palästina in das Osmanische Reich eingegliedert und erschien in den Steuerregistern von 1596 als Teil der Nahiya von Gaza, einem Teil des Gaza Sanjak. Es hatte eine Bevölkerung von 36 muslimischen Haushalten und zahlte einen festen Steuersatz von 33,3 % auf Weizen, Gerste, Sommerfrüchte, Obstbäume, Gelegenheitseinkünfte, Ziegen und/oder Bienenstöcke; insgesamt 9.300 akçe.
Im 17. und 18. Jahrhundert erlebte das Gebiet von Beit Hanun aufgrund des nomadischen Drucks auf die örtlichen Gemeinden einen erheblichen Prozess des Siedlungsrückgangs. Die Bewohner der verlassenen Dörfer zogen in die verbliebenen Siedlungen, das Land wurde jedoch weiterhin von den Nachbardörfern bewirtschaftet. Beit Hanun überlebte und Pierre Jacotin nannte das Dorf Deir Naroun auf seiner Karte, die Napoleons agyptische Expedition von 1799 darstellt.
Im Jahr 1838 kam der Palästinaforscher Edward Robinson vorbei und beschrieb, wie „alle mit der Weizenernte beschäftigt waren; die Schnitter waren auf den Feldern; Esel und Kamele zogen mit ihren hohen Garbenladungen heimwärts; während ich auf den Tennen in der Nähe des Dorfes nicht weniger als dreißig Rinderbanden zählte.“ Er beschrieb außerdem, dass es sich um ein muslimisches Dorf bei Gaza handele.
Im Mai 1863 besuchte der französische Entdecker Victor Guérin das Dorf. In den Gärten entdeckte er Hinweise auf antike Bauwerke in Form von behauenen Steinen, Säulenfragmenten und Sockeln. Albert Socin fand aus einer offiziellen osmanischen Dorfliste aus dem Jahr 1870 heraus, dass Beit Hanun 94 Häuser und 294 Einwohner hatte, obwohl die Bevölkerungszahl nur Männer umfasste. Der deutsche Arabist und Islamwissenschaftler Martin Hartmann fand bei seiner Reise nach Palästina heraus, dass Beit Hanun 95 Häuser hatte.
Im Palestine-Exploration-Fund-Bericht über Westpalästina aus dem Jahr 1883 wurde es als kleines Dorf aus Lehmziegeln beschrieben, „umgeben von Gärten und mit einem Brunnen im Westen. Das Gelände ist flach und im Osten befindet sich ein Teich neben der Straße.“
Beit Hanun, Gaza und Umgebung wurden während des Ersten Weltkriegs durch die Briten im Rahmen der Sinai- und Palästina-Kampagne besetzt. Die Schlachten von Gaza fanden zwischen den Alliierten unter britischer Führung und den osmanischen Truppen statt.
Die Erste Schlacht von Gaza im März 1917 sah die Briten in dem Bestreben, Gaza und Umgebung einzunehmen, jedoch scheiterten sie aufgrund von Kommunikationsproblemen und schlechter Truppenkoordination. Die osmanischen Truppen konnten erfolgreich ihre Verteidigung aufrechterhalten.
Im Zuge der Zweiten Schlacht von Gaza im April 1917 unternahmen die Alliierten einen erneuten Angriff auf die Stadt. Obwohl es gelang, die osmanischen Verteidigungsstellungen zu durchbrechen, versäumten es die britischen Truppen aufgrund von Fehlern in der Nachverfolgung, die Stadt und Umgebung vollständig einzunehmen.
Die Dritte Schlacht von Gaza im Oktober 1917 markierte einen weiteren Angriff auf die Umgebung unter dem Kommando von General Edmund Allenby. Der Angriff führte schließlich dazu, dass die Briten Gaza und Umgebung am 7. November 1917 einnahmen. Dieser Erfolg war entscheidend für den Verlauf der Sinai- und Palästina-Kampagne während des Ersten Weltkriegs und legte den Grundstein für die weiteren Entwicklungen in der Region.

### Britisches Mandat und Ägyptische Kontrolle
Laut einer offiziellen Land- und Bevölkerungsumfrage im britischen Mandatsgebiet Palästina hatte Beit Hanun in den Statistiken von 1945 eine Bevölkerung von 1.680 Muslimen und 50 Juden mit einer Landfläche von 20.025 Dunam. Davon entfielen 2.768 Dunams auf Zitrusfrüchte und Bananen, 697 auf Plantagen und bewässerbares Land, 13.186 auf Getreide und 59 Dunams auf bebautes Land. 

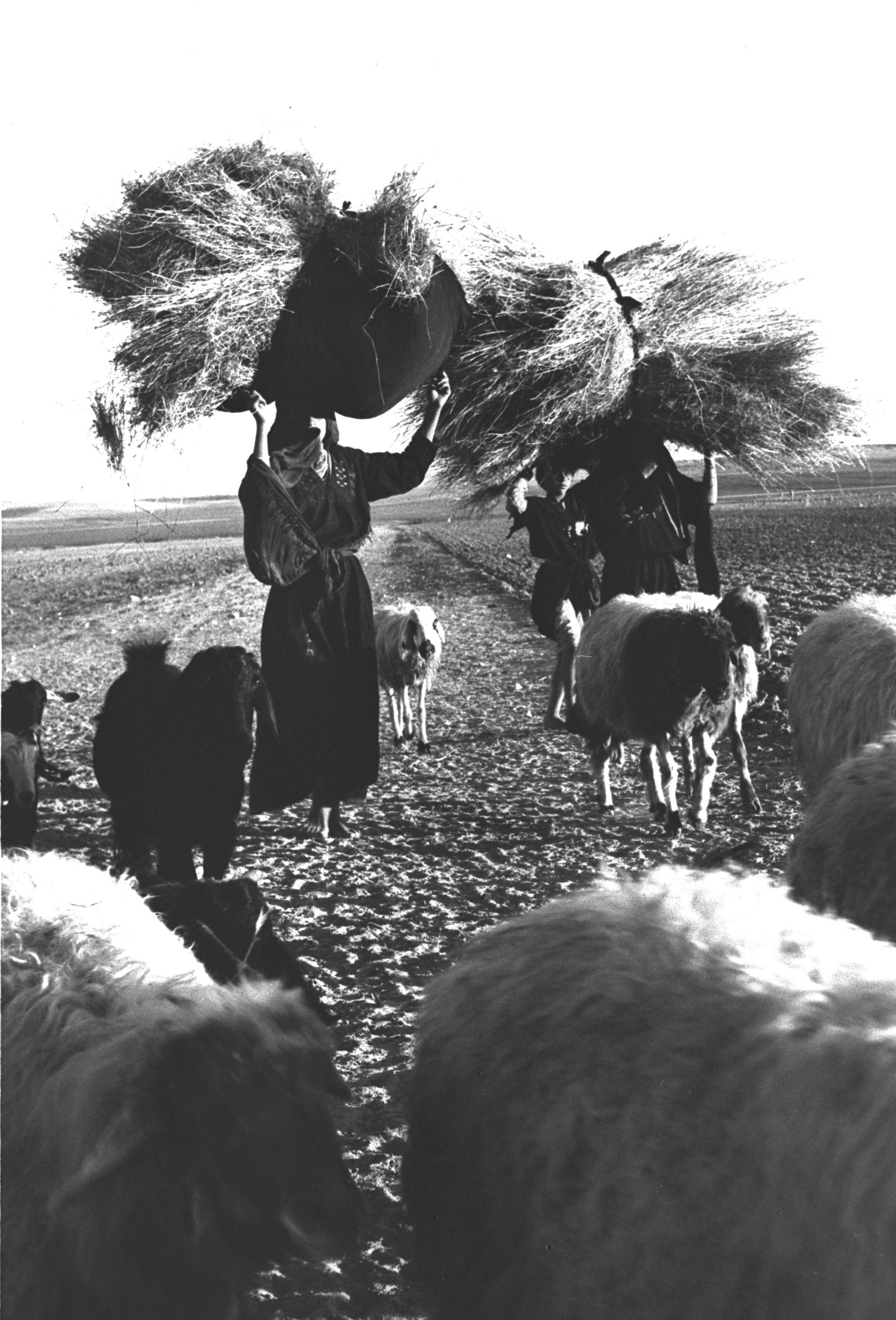
Arabische Frauen tragen Futter für ihre Schafe in Beit Hanun, 1956

Im Palästinakrieg 1948 flüchteten die Bewohner des Orts vorübergehend, nachdem israelische Truppen ihn erobert hatten. Die Umgebung der Stadt und später Beit Hnaun selbst dienten im Krieg als israelischer taktischer Keil, um die Bewegung der ägyptischen Armee von Aschkelon zu den Streitkräften im Süden in der Gegend zu stoppen wurde später zum Gazastreifen.
Während der israelischen Besatzung beschwerte sich Ägypten bei der Gemischten Waffenstillstandskommission darüber, dass israelische Streitkräfte am 7. und 14. Oktober 1950 die arabischen Dörfer Abasan al-Kabera und Beit Hanun im von Ägypten kontrollierten Gebiet des Gazastreifens beschossen und mit Maschinengewehren beschossen hätten. Nach Angaben Ägyptens verursachte diese Aktion den Tod von sieben und die Verwundung von zwanzig Zivilisten.
Nach einem Gebietsaustausch zwischen Israel und Ägypten kam Beit Hanun zurück unter ägyptische Kontrolle.

### Israelische Besatzung bis Palästinensische Verwaltung
Die Stadt wurde im Sechstagekrieg 1967 von Israel besetzt. Seit 1994 untersteht der Ort der Selbstverwaltung der Palästinensischen Autonomiebehörde, 2005 endete die militärische Besetzung durch Israel. 2007 vertrieb die islamistische Hamas beim Kampf um Gaza die Fatah vom Gazastreifen.

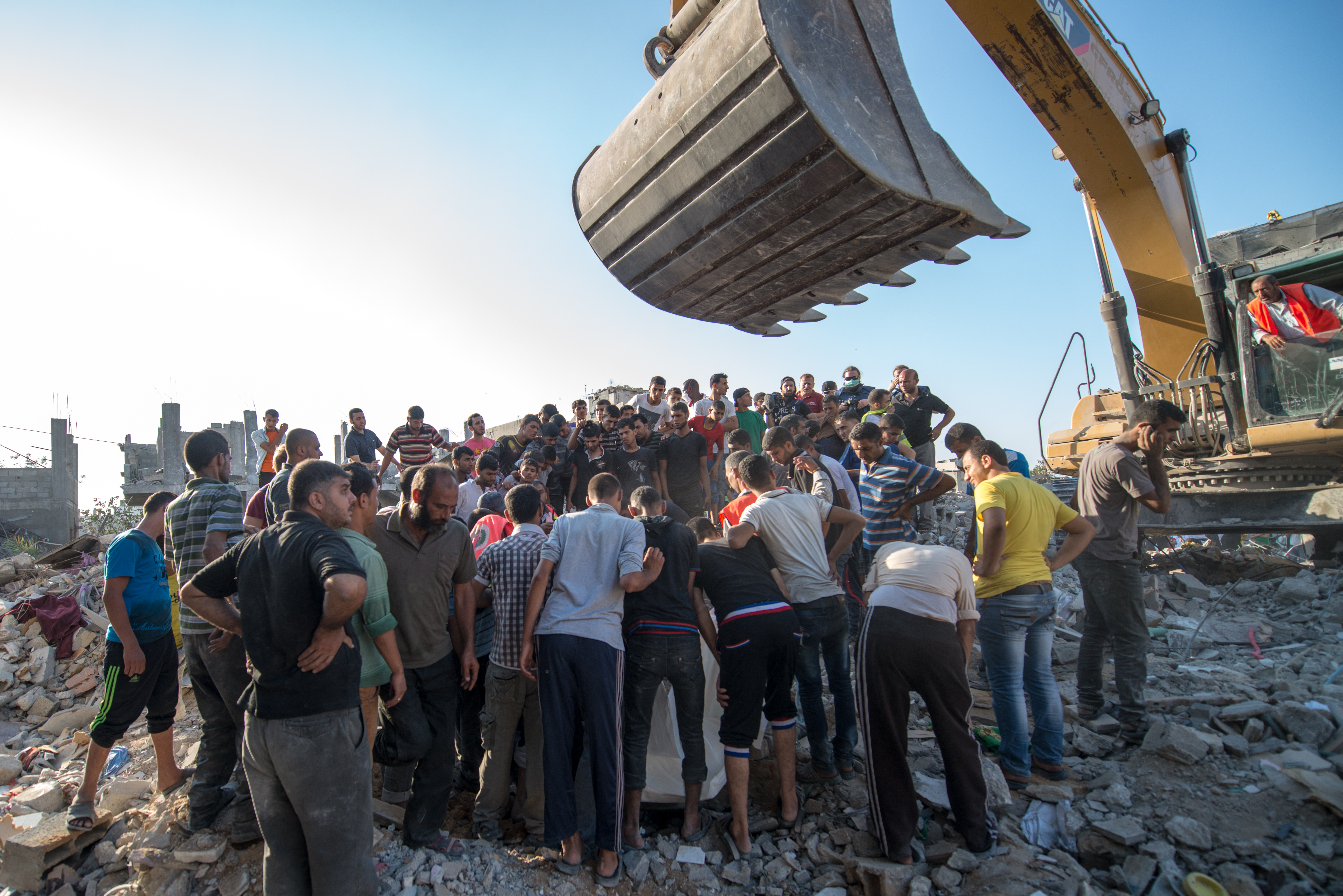
Menschen nutzen den Waffenstillstand im Gazakrieg um Tote zu bergen, 2014

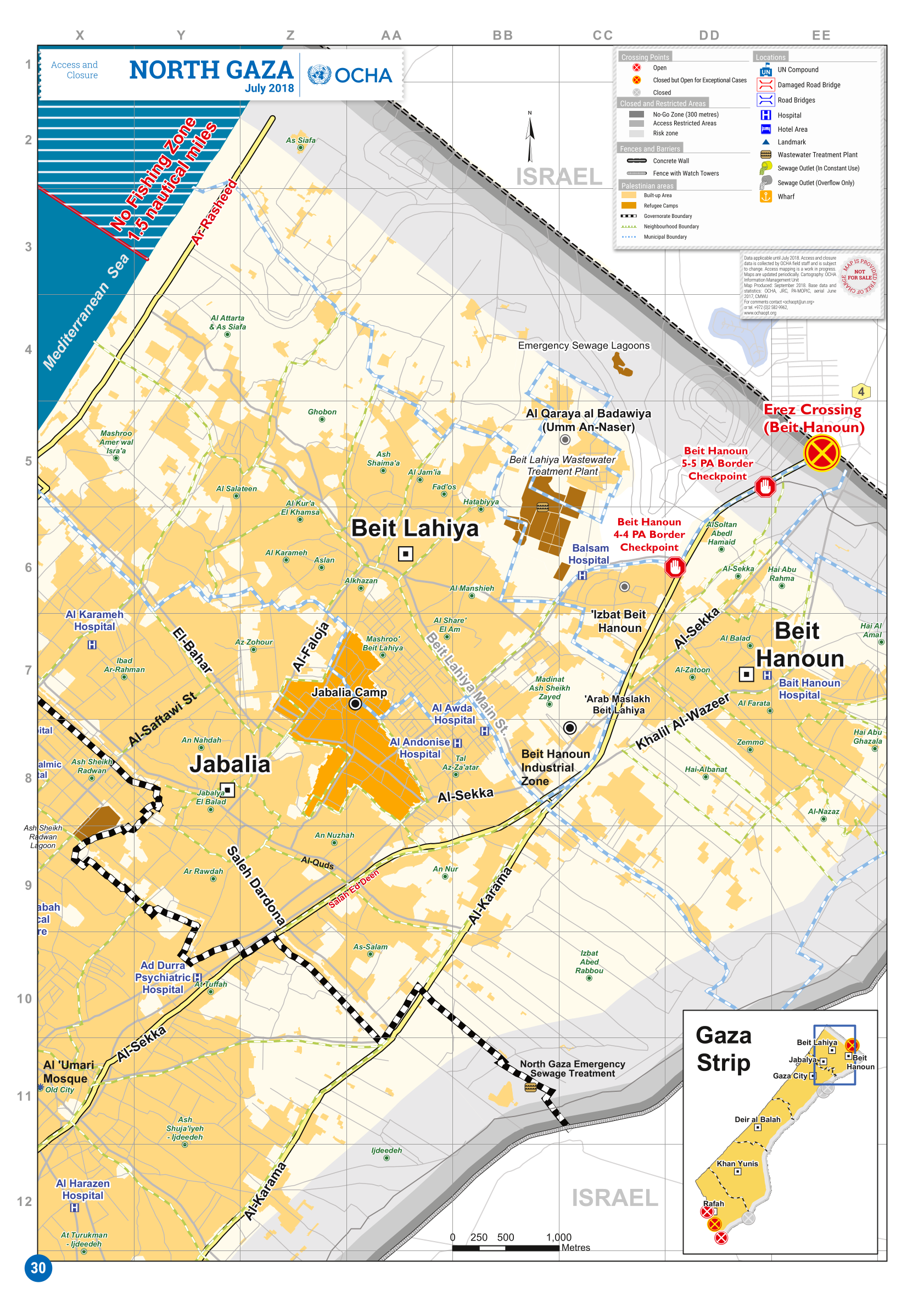
Beit Hanun und Gouvernement Nordgaza, die Stadt befindet sich im Norden des Gazastreifens

Aus Bait Hanun feuerten seit 2001 verschiedene militante Palästinenser-Gruppen wie z. B. die Kassam-Brigaden Hunderte Kassam-Raketen auf israelische Städte wie Sderot und Aschkelon. Seit der Zweiten Intifada dringen wiederholt israelische Panzer in die Stadt ein.
Am 7. November 2006 wurde die Stadt im Rahmen der Operation Herbstwolken Ziel eines israelischen Artillerieangriffs, bei dem 18 Zivilisten – sieben Kinder, vier Frauen und sieben Männer – getötet wurden, als ihre Wohnhäuser getroffen wurden. In New York befasste sich der UN-Sicherheitsrat mit dem Vorfall. Ein israelischer Armeesprecher sagte, die Geschosse hätten auf einen Sektor gezielt, von dem zuvor Raketen auf israelisches Gebiet abgefeuert worden seien.
Am 27. März 2007 überschwemmten Abwasser den nördlichen Vorort Umm al-Nasser in Beit Hanun, dabei starben fünf Menschen.
Beit Hanun wurde während des Gazakrieg 2014 mehrmals von israelischen Granaten und Raketen getroffen. Beim Beschuss einer Grundschule der Vereinten Nationen durch Israel wurden 11 bis 15 Menschen getötet, darunter 7 Kinder, zusätzlich wurden mehrere verletzt.

### Zerstörung im Gazakrieg 2023
Während des Israel-Gaza-Krieges 2023 rückten israelische Streitkräfte am 27. Oktober in die Stadt vor. Bis zum 12. November rückte die IDF über die Stadt hinaus vor, wurde jedoch aufgrund der anhaltenden Präsenz von Saraya-Al-Quds- und Qassam-Kämpfern hinter der Front weiterhin angegriffen. Es wird angenommen, dass Beit Hanun infolge massiver Bombardierungskampagnen und der Bodeninvasion vollständig entvölkert und zerstört wurde, wobei die Zerstörung so extrem war, dass es als „nicht mehr existent“ beschrieben wurde.
Am 18. Dezember 2023 wurde berichtet, dass israelische Streitkräfte die vollständige Kontrolle über Beit Hanun hätten und das Bataillon Beit Hanun der Hamas besiegt hätten. Lokale Medien berichteten, dass die israelischen Streitkräfte Beit Hanun am 24. Dezember wegen anhaltender palästinensischer Kämpfe in der Stadt verlassen hätten. Der Rückzug der IDF wurde von unabhängigen Medien nicht bestätigt. Ende Dezember wurden Zivilisten dabei beobachtet, wie sie israelische Flaggen niederrissen, die in der Stadt wehten.

## Grenzübergang und Infrastruktur
In der Ökonomie der Stadt spielt die Landwirtschaft eine wichtige Rolle, vor allem Orangenplantagen.
In Beit Hanun gibt es zwölf Grund- und Oberschulen sowie ein landwirtschaftliches Institut der al-Azhar-Universität Gaza. Es gibt ein Ärztehaus und ein Krankenhaus sowie mehrere medizinische Stationen, die von den Vereinten Nationen betrieben werden. Alle wurden während des Israel-Gaza-Krieges 2023 zerstört.
Die Stadt lag von 1916 bis zur Stilllegung des betreffenden Abschnitts in den 1970er oder 1980er Jahren an der Sinai-Bahn von Beirut über Lod nach Kairo (bis 1967). Heute sind die Gleise der Eisenbahn im Gazastreifen größtenteils abgebaut.

### Grenzübergang Beit Hanun/Erez
Ist ein Grenzübergang zwischen dem Gazastreifen und Israel. Er liegt am nördlichen Ende des Gazastreifens, zwischen dem israelischen Kibbuz Erez und der palästinensischen Stadt Beit Hanoun.
Derzeit ist er der einzige Grenzübergang für Einzelpersonen (im Gegensatz zu Fracht) zwischen dem Palästina (Gazastreifen) und Israel auf dem Landweg und die zweite Option für Gaza-Bürger, wenn der Grenzübergang Rafah mit Ägypten geschlossen ist. Die Nutzung des Erez-Übergangs ist auf Palästinenser beschränkt, die unter der Gerichtsbarkeit der Palästinensischen Autonomiebehörde leben, auf ägyptische Staatsbürger und Staatsangehörige der internationalen Hilfskräfte.
Im April 2015 berichtete Euro-Mediterranean Human Rights Monitor, dass immer mehr palästinensische Geschäftsleute festgenommen wurden, als sie versuchten, über den Grenzübergang Erez für Routinereisen nach Israel zu gelangen. Israelische Vernehmungsbeamte stellen ihnen Fragen zu beruflichen Hintergründen, sozialen Interaktionen und ihrer Zugehörigkeit zu politischen Parteien. Die Menschenrechtsgruppe stellte fest, dass Geheimdienstmitarbeiter häufig versuchen, Geschäftsleute zur Offenlegung angeblicher Informationen über bewaffnete Gruppen im Gazastreifen zu zwingen. Sie werden gedemütigt und unmenschlich behandelt, und wenn sie die Zusammenarbeit verweigern, wird ihnen die Einreiseerlaubnis entzogen.
Während des Kriegs in Israel und Gaza 2023 wurde der Grenzübergang von den Qassam-Brigaden gestürmt. Nach Kämpfen konnten die Brigaden den Grenzübergang Erez erobern.